# Морський пастух

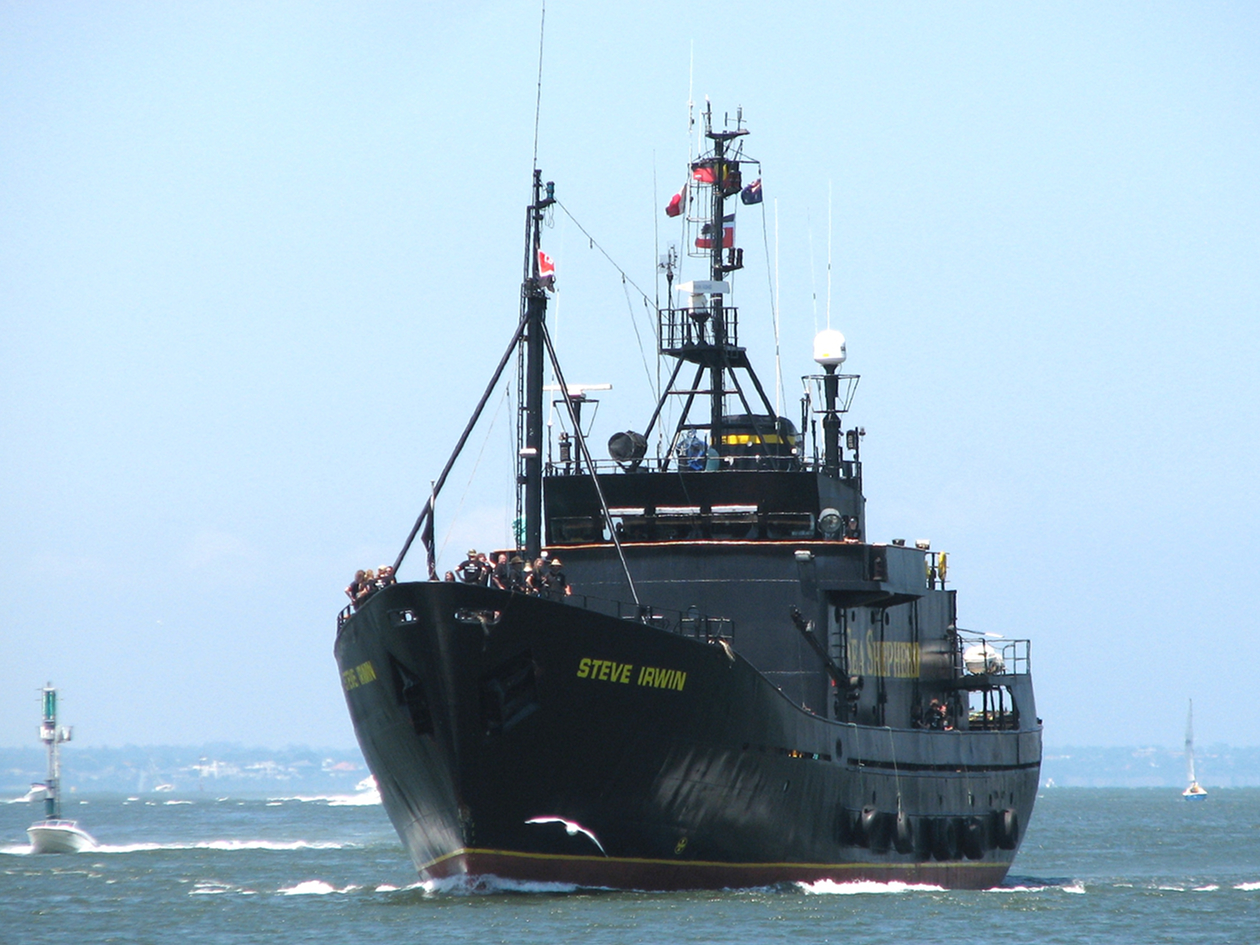
Судно «морських пастухів»

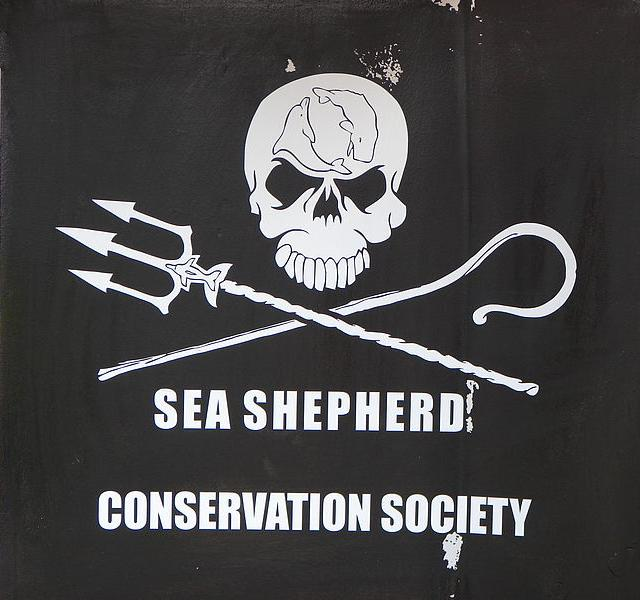
Прапор

Товари́ство охоро́ни «Морськи́й пасту́х» (англ. Sea Shepherd Conservation Society, скорочено англ. Sea Shepherd) — громадська некомерційна природоохоронна організація, що займається охороною китів, дельфінів, акул, тюленів та інших морських тварин. Розташована під Фрайдей Харбор, штат Вашингтон, США. Відома своїми радикальними акціями, які включають пошкодження, що призводять до потоплення китобійних суден, стоячих в портах, перешкоджання полюванню на тюленів в Канаді, спроби тимчасово осліпити або дезорганізувати китобоїв за допомогою лазерних пристроїв, закидання суден, що вийшли в море, пляшками з різко пахнущою олійною фарбою, абордаж китобійних суден, захоплення і знищення встановлених в морі дрифтерних сіток.

## Історія створення
«Морський пастух» був створений Полом Вотсоном в 1977 р. для організації акцій прямої дії, спрямованих на охорону морської фауни. Спочатку його групу ніхто не підтримував, і організація не мала фінансування. У 1979 р. «Морський пастух» швидко став популярним, здійснивши перший у світі таран китобійного судна.

### Пол Вотсон

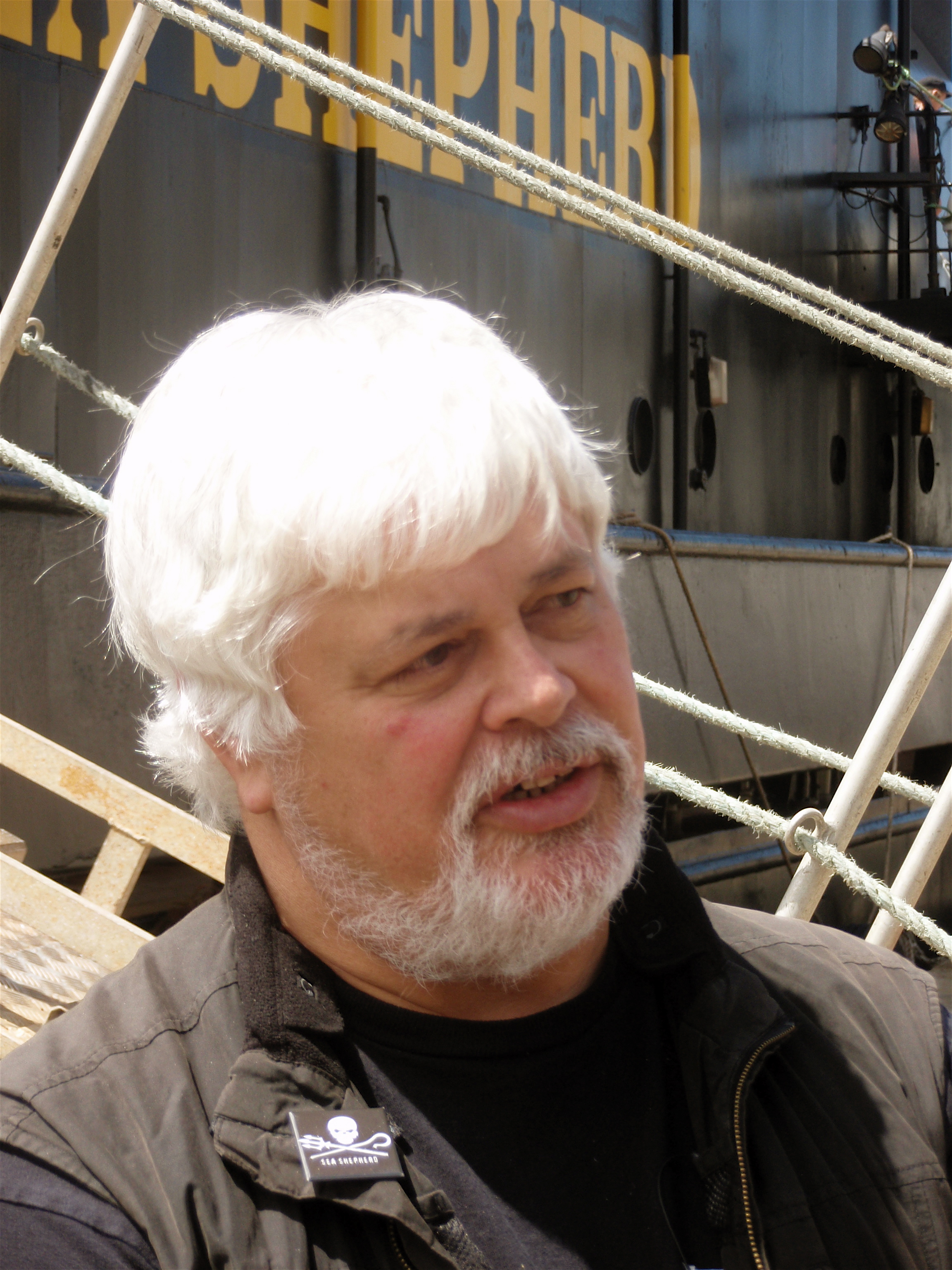
Пол Вотсон

Пол Вотсон народився 2 грудня 1950 в Торонто. У 19 років став займатися охороною природи, протестувати проти ядерних випробувань. У 21 рік був одним з організаторів «Грінпіс». У 1977 р. його виключили з цієї організації за зайвий радикалізм. Тоді Пол Вотсон заснував організацію «Морський пастух». У грудні 1978 р. «Морський пастух» отримав особисте судно і почав полювання на китобоїв. У 1980 р. Пол Вотсон за свої дії на захист китів відсидів 10 діб у Канаді, в 1992 р. — 80 діб у голландській в'язниці, в 1993 р. знову був заарештований в Канаді, у 2010 р. японська берегова охорона отримала ордер на арешт Пола Вотсона, у 2012 р. Пол Вотсон був затриманий в Німеччині, в цей час місце знаходження Пола Вотсона невідомо.
У 2000 р. Пола Вотсона журналом «Time» названо екологічним героєм XX століття, а в січні 2008 р. «The Guardian» назвала його одним з «50 людей, які могли б врятувати планету».
Пол Вотсон одного разу написав у своїй біографії:
|  | Є багато людей, які вважають нашу боротьбу марною, вони не вірять, що можна зупинити наростаючу хвилю руйнувань, провоковану людьми. Багато хто звинувачує мій екіпаж і мене за свавільне тлумачення закону та притягнення до відповідальності корпоративних баронів. Багато хто хотів би запроторити нас у в'язницю або навіть убити, не бачачи, що самі вони жертви свого антропоцентризму. Мені байдуже, що вони думають. Я впевнений у своїй правоті. Я воїн, а шлях воїна у подоланні переважаючих за силою ворогів. |

## Боротьба з китобоями
Протягом трьох десятків років маленькі судна «Морського пастуха» б'ються в південних широтах за збереження китового заповідника площею 50 млн квадратних км, в якому Міжнародна китова комісія (IWC) заборонила всі види китобійного промислу.
Одного разу китобійний флот переслідувався «Морським пастухом» протягом 3000 км серед айсбергів; інший раз волонтерів зловили і прив'язали до металевої огорожі на японському кораблі після запрошення на борт; три роки по тому з японського корабля спробували вистрілити у Вотсона; були спроби змити екіпаж брандспойтом; торік протистояння загострилася ще сильніше, після того, як японці стали атакувати судна «Морського пастуха» низькочастотною зброєю. «Морський пастух» відповідав пляшками з нетоксичною, але вельми смердючою олійною сумішшю. З кожним роком звинувачення з кожного боку ставали все більш різкими: «Ми все зробимо, щоб зупинити Китову смерть, порочну і жорстоку машину смерті з її озброєними до зубів судами»,  — каже Вотсон.
Серед досягнень «Морського пастуха» дуже багато реальних справ. Наприклад, захисникам китів вдалося у 2011 р. змусити японських китобоїв достроково завершити сезон полювання. Із запланованих китів японці загарпунили всього 170 китів. Всього ж, починаючи з 2005 р. японським китобоям, через акції «Морського пастуха» вдалося добути лише 17-25% від запланованого видобутку китів. Всього «Морський пастух» скоїв 160 рейдів і потопив 10 браконьєрських суден.

## Співпраця з громадськістю
«Морський пастух» активно працює з громадськістю різних країн. Організація постійно поширює пресрелізи про свою діяльність у ЗМІ. З 2008 р. «Animal Planet» розпочало знімати серіал про дії «Морського пастуха». Зараз 77 осіб з 16 країн, включаючи Японію, входять в екіпажі його трьох суден. За 30 років переслідування риболовецьких суден, на його суднах побувало 4000 волонтерів; вони перетнули Антарктику, Тихий та Атлантичний океани в спробі зупинити полювання на китів, тюленів і нелегальний вилов риби. Всі, хто побував на його судні, надихалися і продовжили роботу з охорони океанів. Діяльність «Морського пастуха» активно підтримується багатьма відомими людьми, а також Далай-ламою.

## Критика «Морського пастуха»
«Морського пастуха» нерідко звинувачують у тероризмі. Вотсон категорично заперечує звинувачення в тероризмі:
|  | За 31 рік переслідування і боротьби з китобійними судами, з нелегальним промислом тюленів і риби, жодна людина не була поранена, жоден з нас не притягнутий до кримінальної відповідальності. «Морський пастух» не підтримує і не вдається до насильства. |

|  | Ми поділяємо переконання Мартіна Лютера Кінга в тому, що насильство не повинно застосовуватися до живих істот. «Морський пастух» іноді завдає пошкодження устаткуванню, використовуваному в незаконних цілях, але у нас незаплямована репутація щодо законності. |

## Книги, написані членами Товариства
- Morris David B. Earth Warrior: Overboard with Paul Watson and the Sea Shepherd Conservation Society. — Golden, CO: Fulcrum Publishing, 1995. — ISBN 1-55591-203-6.
- Scarce Rik. Eco-Warriors: Understanding the Radical Environmental Movement. / Second revised ed. — Left Coast Press, 2005. — Ch. 6. — ISBN 978-1-59874-028-8.
- Watson Paul. Earthforce! An Earth Warrior's Guide to Strategy. — Los Angeles: Chaco Press, 1993. — ISBN 0-9616019-5-7.
- Watson Paul. Ocean Warrior: My Battle to End the Illegal Slaughter on the High Seas 1994. — Key Porter Books, 1996. — ISBN 978-1-55013-599-2.
- Watson Paul. Seal Wars: Twenty-five Years in the Front Lines with the Harp Seals. — Firefly Books, 2003. — ISBN 978-1-55297-751-4.